# Gustav Eduard Woldemar Edler von Rennenkampff

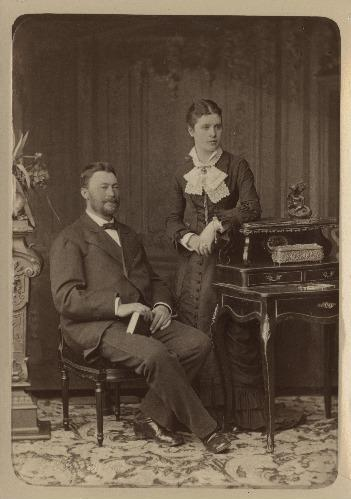
Gustav Eduard Woldemar von Rennenkampff z żoną Juliane, około 1880 roku

Gustav Eduard Woldemar Edler von Rennenkampff (ur. 18 listopada?/30 listopada 1826 w Wack, zm. 11 kwietnia?/24 kwietnia 1910 w St. Petersburgu) – niemiecki przedsiębiorca, rzeczywisty radca stanu.
Syn sędziego powiatowego Andreasa Karla Diedricha von Rennenkampff (1786–1852) i Wilhelmine Hedwig Johanny von Baranoff (1787–1875).
Dyrektor carskiej fabryki szkła i porcelany w St. Petersburgu. Założył fabrykę prochu w Szlisselburgu, fabrykę saletry w St. Petersburgu i fabrykę prochu w Zawierciu. Założyciel i wiceprzewodniczący Rosyjskiego Towarzystwa Fabrykantów Prochu. Ufundował majorat Rennenkampffów w Ingermanlandzie.
11 lipca 1880 roku w St. Petersburgu ożenił się z Julie von Dreyling (1859–1887). W 1884 roku rozwiedli się, a Julie wyszła za Oskara Barona von Hoyningen-Huene.